# Pokémon Sol y Pokémon Luna
Pokémon Sol y Luna (en inglés: Pokémon Sun & Moon), conocidos en Japón como  Pocket Monsters Sun & Moon (ポケットモンスターサン & ムーン  Poketto Monsutā San & Mūn?), son dos videojuegos para las consolas de la familia de Nintendo 3DS, lanzados el 18 de noviembre de 2016 en Japón y Estados Unidos, y el 23 de ese mismo mes en Europa. Fueron anunciados en el Pokémon Direct del día 26 de febrero de 2016. Se trata de los juegos que inician la séptima generación de criaturas Pokémon, situándose el juego en la tropical región de Alola. Una región que sirve de paraíso para muchos Pokémon, se trata de la primera región de la saga que es un archipiélago dividido en cuatro islas naturales y una artificial.
Los juegos están disponibles en japonés, inglés, alemán, español, francés, italiano, coreano y, por primera vez en la serie principal de Pokémon, en chino tradicional y chino simplificado.
Se trata del juego del vigésimo aniversario de la franquicia. Son compatibles con X e Y, Rubí Omega y Zafiro Alfa y las versiones de consola virtual de Rojo, Azul y Amarillo a través del Banco Pokémon, además son compatibles con sus ediciones superiores, que salieron más tarde, Pokémon Ultrasol y Ultraluna a través de comunicación local o internet.
Las temporadas número 20, 21 y 22 del anime están basadas en estos videojuegos.

## Novedades

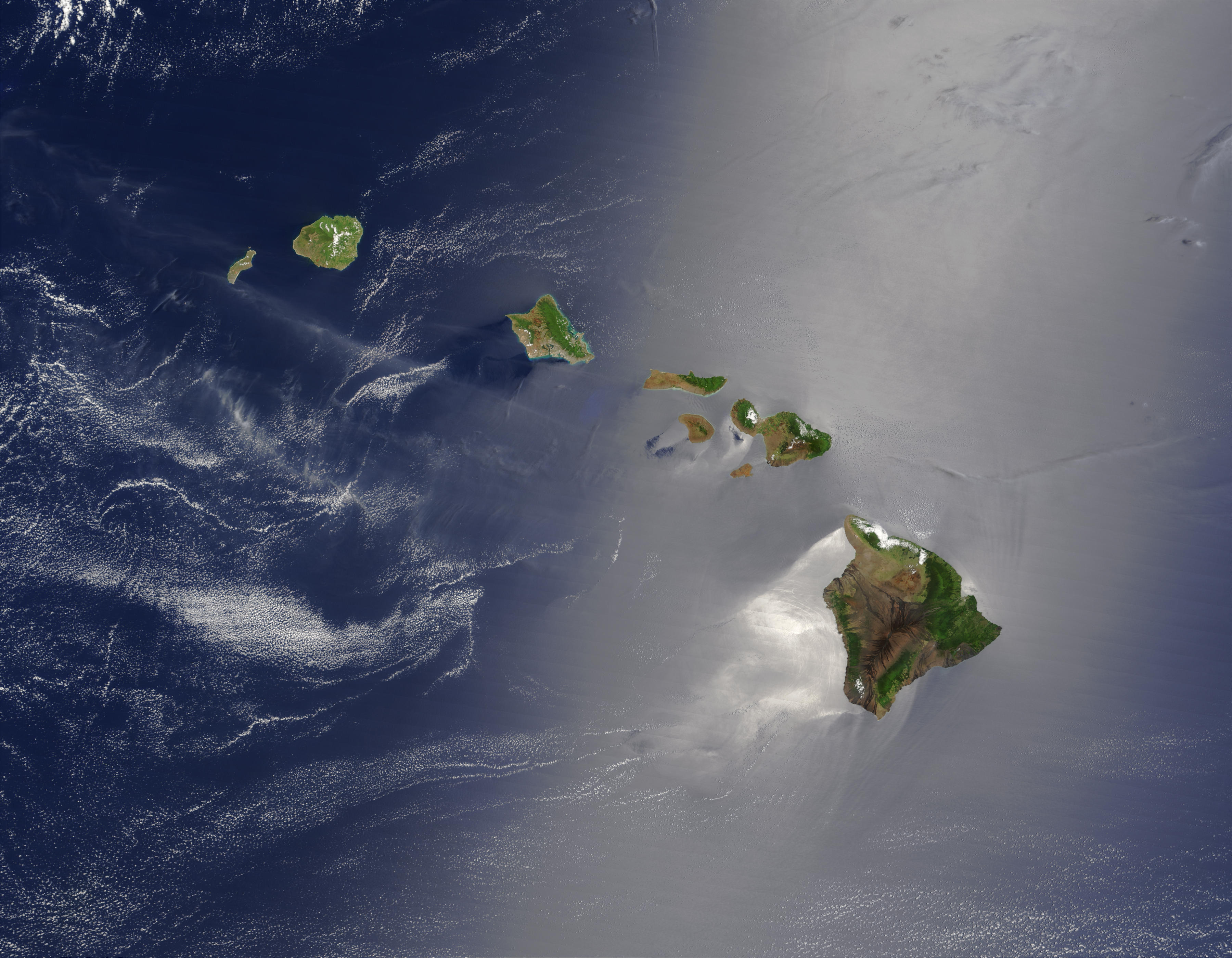
El archipiélago de Hawái sirvió de inspiración para la creación de la región de Alola.

### Nueva Pokédex
La Pokédex es una práctica herramienta que registra datos sobre los Pokémon que ven y capturan los Entrenadores. En Pokémon Sol y Pokémon Luna, el Profesor Kukui te entregará una Pokédex especial que te ayudará en tus viajes. En esta región, tu Pokédex no será una cualquiera, se trata de la RotomDex, como se la conoce, habita un Rotom dentro de ella, un Pokémon de la Cuarta generación Pokémon con el poder de vivir en diversos aparatos electrónicos. Esta herramienta te permitirá hacer mucho más que registrar información sobre los Pokémon ya que esta Pokédex especial tiene personalidad propia. 
La RotomDex te muestra tu posición actual y te indica tu destino. Del mismo modo, también te aconseja adónde dirigirte a continuación en función de las conversaciones que has tenido con otras personas. Te ofrece su ayuda en numerosos puntos de tu aventura. Y además con ella puedes hacer fotos a diferentes Pokémon durante tu aventura en forma de guiño a como ocurría en el juego de 1999, Pokémon Snap.

### Battle Royale
Es una batalla estilo "todos contra todos", este modo se dio a conocer en la Electronic Entertainment Expo también conocida como E3. Se trata de un combate 4vs4 en el que sacas tu Pokémon para luchar contra otros tres de otros entrenadores, cada ronda va por turnos y puntos, gana el que menos Pokémon y puntos de salud haya perdido en batalla. 

### Nuevos Pokémon
En el primer tráiler del juego Pokémon Sol y Luna, se dio a conocer un total de cinco nuevos Pokémon entre los que se encuentran los tres pokémon iniciales del juego y los dos legendarios. El Pokémon de tipo agua en este juego será Popplio, el de tipo fuego Litten, y la gran novedad será en el tipo planta con Rowlet ya que de inicio contará también con el tipo volador siendo el segundo pokémon inicial con doble tipo en su preevolución junto a Bulbasaur (planta-veneno). El 14 de junio del 2016 se dio a conocer 3 nuevos pokémon llamados Pikipek, Yungoos y Grubin. Hasta el 4 de octubre de este mismo año se publicó oficialmente la 1° Fase de los iniciales de la región de Alola; Dartrix es el nombre de la evolución de Rowlet, mientras Torracat y Brionne son las evoluciones de Litten y Popplio respectivamente.
El 27 de octubre del 2016, se revelaron las evoluciones finales de los Pokémon iniciales; Decidueye de tipo planta-fantasma, Incineroar, de tipo fuego-siniestro, y Primarina de tipo agua-hada.
Los legendarios de este juego fueron confirmados el 2 de junio por Game Freak con el nombre de Solgaleo (tipo psíquico-acero) con la habilidad Guardia Metálica y el ataque especial Meteoimpacto y Lunala (tipo psíquico-fantasma) con la habilidad Guardia Espectro y el ataque especial Rayo Umbrío. También se dio a conocer la existencia de Zygarde en el juego (incluyendo su forma 10% y 100%). También existen Pokémon Legendarios considerados "Guardianes de las islas"; Tapu Koko (tipo Eléctrico-Hada) guardián de la isla Melemele, Tapu Bulu (tipo Planta-Hada) guardián de la isla de Ula-Ula, Tapu Lele (tipo Psíquico-Hada), guardián de la isla Akala y Tapu Fini (tipo Agua-Hada), guardián de la isla de Poni.

### Región

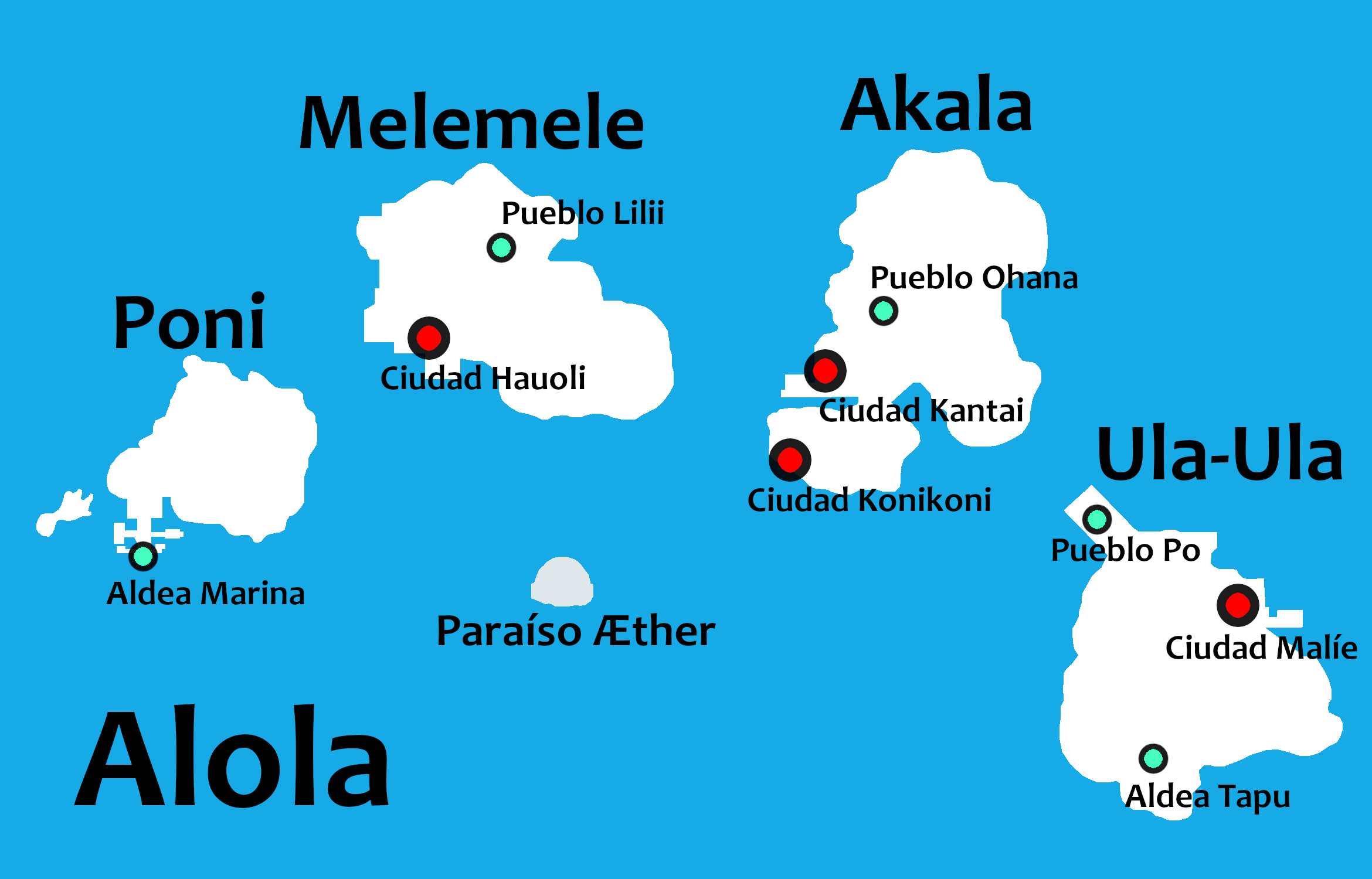
Mapa de la región de Alola en Pokémon Sol y Luna con algunas de las localizaciones más relevantes durante la aventura.

Otra novedad de los juegos es la región. Desde el año 2013, con Pokémon X e Y, Game Freak no presentaba una nueva región para un juego de Pokémon. En 2016, conmemorando el 20 aniversario de la saga, nace la región de Alola con características muy paradisíacas y emulando claramente a la isla de Hawái si se observa la naturaleza y la vestimenta de los personajes. No es la primera vez que The Pokémon Company emula a una región de Pokémon basado en un lugar real, de hecho todas las regiones se basan en lugares reales siendo hasta la cuarta generación distintos lugares de Japón, en la quinta generación con Unova/Teselia emulando a Nueva York, y en la sexta generación con Kalos emulando a Francia.
Esta es la primera región dividida en islas de la franquicia, es un archipiélago, formado por cuatro islas naturales y una artificial. Es la región más grande de la franquicia, pero a la vez, la que menos rutas tiene. Se trata de la única región de la saga que no cuenta con Gimnasios Pokémon ni el sistema de medallas, en esta se realiza lo que llaman recorrido insular y durante este se realizan varias pruebas para poder derrotar a los Kahuna de cada isla y con seguir su sello. Esto es algo inédito de la región, que no ocurre en ninguna otra hasta la fecha.

#### Localizaciones principales
Los asentamientos principales de la región de Alola se diferencian de otras regiones por no ser tan solo nombrados como ciudades y pueblos. En Alola hay varias localizaciones que reciben el nombre de avenida o resort, incluso hay rutas en sí que técnicamente podrían contar como asentamientos, así que denominar los asentamientos principales de estos juegos es algo relativo. El juego se centra mucho en dar relevancia a las zonas naturales y dejar más a un lado los asentamientos construidos por el ser humano, por lo que las zonas naturales son más comunes en la región. Contando solo las ciudades y pueblos más destacables, las localizaciones principales son las mostradas en el mapa de la derecha.

##### Ciudades
Alola es la región con menos grandes ciudades de la saga, el juego se centra en dar relevancia a la naturaleza y por ello las ciudades son menos comunes, tal y como ocurre en el lugar del mundo real en el que se basa, Hawái. Aun así, la región cuenta con tres grandes ciudades y una avenida con un gran estadio en su interior. La ciudad principal de Alola es Hauoli.
- Ciudad Hauoli
- Ciudad Kantai
- Avenida Royale
- Ciudad Malíe

##### Pueblos
Los pueblos de la región son en general muy tradicionales, sus gentes valoran los mitos y leyendas de la región o forman parte de alguna tribu del pasado, como ocurre en la Aldea Marina donde sus habitantes forman parte de la antigua tribu del mar, con casas flotantes que recorren las aguas cada año sin parar de viajar por los mares del mundo Pokémon, o la Aldea Tapu, que fue destruida por una antigua guerra en la que participaron los espíritus guardianes de las islas y ahora tan solo quedan sus ruinas.
- Pueblo Lilii
- Pueblo Ohana
- Aldea Tapu
- Pueblo Po
- Aldea Marina

##### Otros
En la región de Alola muchos asentamientos no reciben el nombre de pueblo o ciudad, pero funcionan como lugar de referencia. Entre estos lugares se encuentra su isla artificial, el Paraíso Æther, donde trabajan los miembros de la fundación Æther curando a Pokémon lastimados o protegiendo especies en peligro de extinción.
- Resort Hanohano
- Isla Exeggutor
- Paraíso Æther
- Monte Lanakila (Liga Pokémon)

Aparte de los asentamientos principales, Alola cuenta con 17 rutas clásicas y otras zonas naturales amplias que ya no son nombradas como "ruta" pero que actúan como tal, como puede ser la llanura de Poni o el mar de Melemele. Y como es clásico en la saga, la región cuenta con cuevas, bosques, desiertos y otras zonas del estilo para explorar. Aunque en Alola algunas zonas naturales son usadas como parte del recorrido insular para celebrar una prueba, lo cual como se ha mencionado antes, es una completa novedad en la saga ya que sustituyen a los clásicos gimnasios Pokémon.

### Movimientos Z
En Pokémon Sol y Pokémon Luna se introdujo un elemento nuevo en los combates, una mecánica nunca antes vista: los movimientos Z. Se trata de movimientos de gran potencia que solo podrás usar una vez por combate. Cuando la voluntad de un Pokémon entra en resonancia con la de su Entrenador y ambos liberan todo su poder, el resultado es la fuerza explosiva de un movimiento Z. Todos los Pokémon pueden usar estos movimientos para arrasar en combate.
Pulsera Z y Cristales Z
El Entrenador ha de ceñirse a la muñeca la Pulsera Z, donde van engarzados los Cristales Z. Si un Pokémon lleva consigo el cristal correspondiente, podrán entrar en resonancia. Este es uno de los Cristales Z necesarios para poder usar movimientos Z. En Alola se han encontrado cristales correspondientes a todos los tipos. También hay cristales para pokémon unícos como Incineroar o Pikachu

### Formas Alola
Este es el primer juego de la franquicia que introduce las formas regionales, formas especiales de un Pokémon ya conocido que se adaptan a la región en la que viven, en este caso, Alola. En este juego se introducen las primeras formas regionales, todos estos forman parte de la Primera generación Pokémon. Entre ellos, Pokémon como Vulpix y Muk, son algunos de los que cuentan con estas formas especiales.

### Liga Pokémon
La Liga Pokémon (Pokémon League en inglés) en las distintas regiones ha servido de escenario para las aventuras de los juegos de Pokémon desde hace mucho. Allí es donde se encuentra el Alto Mando (Elite Four en inglés), entrenadores con poderosos Pokémon como compañeros, además del Campeón, que lidera el ranking de entrenadores esperando que lo desafíen. El aspirante que logra derrotar al Alto Mando y al Campeón es coronado como nuevo Campeón de la Liga Pokémon.
En la región de Alola, en el escenario de Pokémon Sol y Luna, aún no hay Liga Pokémon, pero parece haber planes para construir una en la cima de cierta montaña. Tras completar tu aventura podrás acceder a esta y derrotarla.
Una vez eres campeón, nuestro deber es defender el título de ser el campeón de la liga. Este es el primer juego de la franquicia en el que permaneces como campeón tras haber ganado, ya que en este, tú eres el primer campeón de la región.

### Árbol de Combate
En lo más profundo de la región de Alola encontraremos el Árbol de Combate (Battle Tree en inglés), este es un lugar donde los entrenadores que hayan completado los retos de las islas, o que son lo suficientemente fuertes para hacerlo, combaten unos contra otros. Todos esos entrenadores que encontremos en el Árbol de Combate son poderosos. En él, también aparecen dos entrenadores prodigios de la región de Kanto, Rojo (Red en inglés) y Azul (Blue en inglés).
En este sitio se puede combatir con un compañero de nuestro lado. Para que esto ocurra primero debemos ganarle a un rival dentro del Árbol de Combate, y luego ya podremos unirlo a nuestro equipo para realizar combates en el futuro. Podremos reclutar algunos personajes conocidos de anteriores entregas como a Cintia (Cynthia en inglés), Blasco (Wally en inglés), entre otros.
Después de pasar la liga pokémon, podemos acceder al árbol de combate que está en la Isla Poni en donde al acceder aparecerán los 2 personajes más emblemáticos de la saga pokémon, Rojo y Azul en donde los invitaron a participar al árbol de combate, sin embargo tras la conversación nos da la elección de combatir con uno de ellos dos, teniendo 6 pokémon.

### Ultraentes
En este juego se introduce un nuevo tipo de seres que no son reconocidos como Pokémon durante la trama. Se trata de los Ultraentes, unos extraños y misteriosos seres que aparecen a través de portales llamados Ultraumbrales por la región de Alola. Estos Pokémon solo son capturables con una Poké Ball especial, ya que con el resto son muy difíciles de atrapar. Se puede ir tras ellos una vez completado el juego. Los Ultraentes viven en otras dimensiones del llamado Ultraespacio, que a partir de estos juegos es como se reconoce al espacio que conecta todas las dimensiones y realidades alternas del mundo Pokémon, aunque se ahonda más en este tema en la edición superior de estos juegos, Pokémon Ultrasol y Ultraluna, reediciones que añaden contenido y una trama alternativa al juego original.

## Demo especial
El 18 de octubre de 2016 fue lanzada una demo especial, solo disponible en la Nintendo eShop, en la cual podíamos hacernos con un Greninja con una nueva habilidad llamada "Fuerte Afecto" que daba la posibilidad de controlar a su forma especial, Greninja Ash, la misma forma que aparece en el anime de Pokémon XY&Z. La demo mostraba algunas de las novedades y mecánicas que trae el juego y duraba aproximadamente 1 hora y 30 minutos.

## Fecha de lanzamiento
En el tráiler de Pokémon Sol y Luna desvelaron la fecha de lanzamiento del juego. Los juegos fueron lanzados en Japón, Australia y América el día 18 de noviembre de 2016 y, más tarde, en Europa el 23 de noviembre de 2016.  
Como controversia, los archivos de estos 2 juegos fueron filtrados por internet días antes de su salida oficial y piratas obtuvieron el juego y probaron el modo en línea días antes del lanzamiento oficial. Nintendo tomó cartas en el asunto, castigando a los piratas que usaron el modo en línea no solo con el bloqueo del mismo (incluso con la tarjeta legítima), tampoco podían usar funciones de la consola como la Nintendo eShop o Miiverse. Muchos de estos piratas se dedicaron además a filtrar partes del juego por internet antes de su salida oficial.
Game Freak celebró el 20 aniversario de la franquicia Pokémon con el lanzamiento de estos juegos.

## Recepción
Pokémon Sol y Luna recibieron grandes elogios por parte de la crítica mundial, llegando a ser mencionados por gran cantidad de medios como "los mejores juegos de la saga". Ambos, Pokémon Sol y Luna recibieron una puntuación de 87/100 en Metacritic basada en 87 reseñas, indicando "reseñas generalmente positivas", que remarcan un juego de la franquicia que por fin intenta cambiar un poco la fórmula que estaba viéndose desgastada tras 20 años de historia, respetando sus bases, lo que hace que el juego funcione muy bien, teniendo por ello un gran recibimiento entre reseñas y destacando estas las novedades que el juego ofrece, se trata del juego que más se arriesga haciendo cambios de la saga, es justo lo que Pokémon necesitaba. El sitio de reseñas de videojuegos, IGN le dio a los juegos un 9/10 y dijo que los juegos «cambian la fórmula para crear una aventura atractiva que mejora sobre sus predecesores». La importante revista Edge también aclamó los juegos dándoles un 8, la misma nota que puso a juegos anteriores como Pokémon X e Y, Pokémon Diamante y Perla o Pokémon Blanco y Negro. Nintendo Life también los llamó los mejores juegos de Pokémon alguna vez creados y les dio una nota perfecta.
Eurogamer marcó ambos juegos con su sello dorado de "Imprescindibles", convirtiendo Pokémon Sol y Luna en los únicos juegos de la consola Nintendo 3DS marcados con este sello. Los juegos se llenaron en poco tiempo de algunas de las críticas más positivas de la saga, que alababan y destacaban el cambio necesario para esta y la genial ambientación de la región de Alola.

### Ventas
Pokémon Sol y Luna vendieron más de 1.9 millones de copias en Japón en su primera semana. Fueron los juegos que más rápido vendieron sus copias en la vida de la consola Nintendo 3DS en su primera semana. Tras solo tres semanas, se transformaron en los juegos que más rápido han vendido de la historia de Nintendo en América, superando a todos los juegos anteriores de la saga y a franquicias de gran renombre como Super Mario o The Legend of Zelda. Superando la velocidad de ventas de cualquier juego anterior de Pokémon y rompiendo así el récord de velocidad de ventas del anterior líder, Pokémon X e Y. Se transformó en el mayor lanzamiento de un videojuego de Nintendo en Europa. Los juegos se volvieron un fenómeno y consiguieron transformarse en los videojuegos más vendidos, con diferencia, del año 2016 mundialmente. Siendo los únicos juegos de Nintendo en entrar al Top 15 ese año, superando en tan solo mes y medio, ya que el juego salió a mitad de noviembre, las ventas durante el año de títulos superventas como FIFA 17 o Uncharted 4: A Thief's End, vendiendo millones de consolas Nintendo 3DS y Nintendo 2DS a causa de la salida de estos. El juego siguió vendiendo copias a gran velocidad durante todo 2017, manteniéndose casi todo el año en el Top 5 de los juegos más vendidos del año 2017. En menos de un año, ambos se transformaron en los segundos juegos más vendidos de la consola Nintendo 3DS, superando actualmente las 16 millones de copias vendidas en todo el mundo. El gran éxito en ventas de estos juegos fue en parte debido a que se trataba del juego del vigésimo aniversario de la saga y a que salió meses después del famoso boom que formó la aplicación Pokémon GO.
Los juegos recibieron grandes críticas, de las mejores de la saga junto a Pokémon X e Y y Pokémon Oro y Plata. Y además, vendieron de la mejor forma posible transformándose así, en los juegos más vendidos de la vida de su consola en menos de un año, formando un fenómeno que los transformó en los juegos más vendidos del año 2016 en mes y medio.